# Taiójnoie
Taiójnoie (en rus: Таёжное) és un poble del krai de Primórie, a l'Extrem Orient de Rússia, que en el cens del 2010 tenia 67 habitants.